# The Singles Collection, Volume 1
| Críticas profissionais | Críticas profissionais |
| Avaliações da crítica  | Avaliações da crítica  |
| Fonte                  | Avaliação              |
| ---------------------- | ---------------------- |
| Allmusic               | [ 1 ]                  |

The Singles Collection, Volume 1 ou The Singles Collection 1996-1997, é um álbum de compilação da banda Dropkick Murphys, lançado em 2000, pela Hellcat Records. É a versão americana do The Early Years, de 1998, com algumas mudanças. Esse álbum contém todas músicas gravadas pela banda antes de Do or Die, com exceção do EP Boys on the Docks e das compilações I've Got My Friends e Runt of the Litter Volume 2, além de algumas faixas ao vivo.

## Faixas
1. "Barroom Hero" – 3:09
2. "Fightstarter Karaoke" – 2:33
3. "John Law" – 2:15
4. "Regular Guy" – 1:53
5. "3rd Man In" – 2:19
6. "Career Opportunities (ao vivo)" (Joe Strummer, Mick Jones) – 1:53
7. "Never Alone" – 3:18
8. "Take It or Leave It" – 2:02
9. "Eurotrash" – 1:36
10. "Front Seat" – 2:33
11. "Denial" – 2:24
12. "Billy's Bones" (Shane MacGowan) – 2:03
13. "Road of the Righteous" – 2:50
14. "Guns of Brixton" (Paul Simonon) – 2:47 (estúdio, erroneamente créditada como ao vivo no CD)
15. "Cadence to Arms (ao vivo)" (Tradicional, Dropkick Murphys) – 2:26
16. "Do or Die (ao vivo)" – 1:48
17. "In the Streets of Boston (ao vivo)" – 1:14
18. "Never Alone (ao vivo)" – 2:40
19. "Get Up (ao vivo)" – 2:05
20. "Far Away Coast (ao vivo)" – 2:46
21. "Boys on the Docks (ao vivo)" – 2:53
22. "Skinhead on the MBTA/T.N.T. (ao vivo)" (Tradicional, Dropkick Murphys/Angus Young, Malcolm Young, Bon Scott) – 4:45
23. "I've Had Enough (ao vivo)" (Jack Kelly, Slapshot) – 1:42
24. "White Riot (ao vivo)" (Joe Strummer, Mick Jones) – 1:48

## Integrantes
- Ken Casey – baixo, vocal
- Rick Barton – guitarra